# Goldener Schnitt in der Kunst

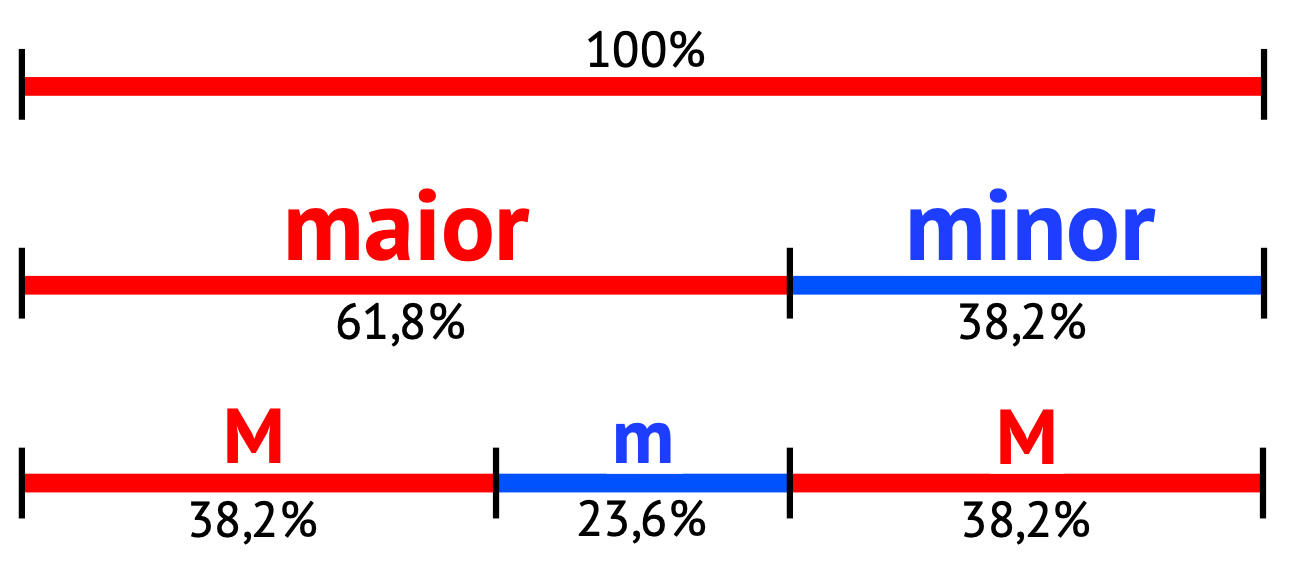
Teilung einer Strecke im Verhältnis des goldenen Schnitts.

Der goldene Schnitt (lateinisch sectio aurea, proportio divina; auch goldenes Verhältnis, göttliche Proportion, göttliche Teilung, göttliches Verhältnis, stetige Teilung) ist ein asymmetrisches Proportionsverhältnis, das die Teilung einer Strecke in zwei ungleich lange Teilstrecken beschreibt und zahlreiche Anwendungen in der bildenden Kunst gefunden hat. Die kleinere Teilstrecke (minor, m) verhält sich zur größeren (maior, M) wie die größere zur gesamten Strecke. Mathematisch genau ergibt sich ein Verhältnis von 1:0,61803... . Vereinfacht in ganzen Zahlen ausgedrückt, gilt das Verhältnis 3:5 oder zunehmend genauer 5:8, 8:13, 13:21, 21:34 usw.
Die Theorien zur Anwendung des goldenen Schnittes waren in vielen Epochen nachweislich bekannt und geschätzt, wie zum Beispiel in der Antike, der Renaissance oder im Klassizismus. In diesen Epochen, in denen man der Proportionslehre viel Aufmerksamkeit schenkte, wurde der goldene Schnitt auch in der bildenden Kunst häufig eingesetzt. In den Bereichen Architektur, Biologie, Design, Fotografie, Malerei, Mode, Musik, Philosophie, Plastik (Bildhauerei) und Typografie fand und findet der goldene Schnitt immer wieder praktische Anwendung.

## Harmonische Wirkung
Während die Halbierung einer Strecke (1:1) eher einfach, ruhig, statisch, auch langweilig und starr wirkt und eine extreme Verschiebung (wie z. B. 1:8) eher spannungsreich und unausgewogen, gilt der goldene Schnitt als besonders harmonisch und schön. Allerdings lässt sich diese Wirkung vor allem in Abgrenzung zu ähnlichen Proportionen (z. B. Drittel-Regel 1:2, DIN-A-Format 1:√2 oder Scheckkartenformat) wissenschaftlich nicht belegen.

## Einschränkung
Die erste überlieferte Definition des heute sogenannten goldenen Schnitts stammt aus der Zeit etwa 300 v. Chr. von Euklid von Alexandria. Aber nur äußerst selten existieren schriftliche Notizen oder vorausgehende Konstruktionszeichnungen, die die praktische Verwendung des goldenen Schnitts bei Bauwerken oder Malereien belegen. Im Allgemeinen wurde der goldene Schnitt erst im Nachhinein gefunden. Eine quellenmäßig nachweisbare Anwendung des goldenen Schnitts im künstlerischen Prozess lässt sich erst im 20. Jahrhundert nachweisen, etwa bei dem Architekten Le Corbusier.
Bei der Auseinandersetzung über die Verwendung des goldenen Schnitts stehen sich zwei Lager gegenüber. Es gibt scharfe Gegner, die der Meinung sind, dass der goldene Schnitt in der Architektur oder Kunst nirgendwo tatsächlich nachzuweisen sei. Sie halten es für faulen Zauber, wenn Kunstwissenschaftler nachträglich ein mehr oder weniger willkürliches Liniennetz über Dome oder Gemälde werfen und das als Beweis ansehen. Für überzeugte Befürworter hingegen ist der goldene Schnitt ein allgemein gültiges, aus der Natur übernommenes Schönheitsprinzip, das seit jeher und bis heute Gestaltungsprozesse bestimmt. Vielleicht kann man großen Künstlerinnen und Künstlern ein besonders ausgeprägtes Harmonie- und Schönheitsempfinden zugestehen, dass sie den goldenen Schnitt intuitiv anwenden.
Insgesamt kann von einer allgemeinen Herrschaft des goldenen Schnitts keine Rede sein. Die Fälle, in denen bestimmte Wirkungen – wie die der Harmonie oder Schönheit – in direktem Zusammenhang mit bestimmten zahlenmäßigen Vorgaben stehen, sind in der bildenden Kunst nicht Regel, sondern Ausnahme.

## Varianten des goldenen Schnitts

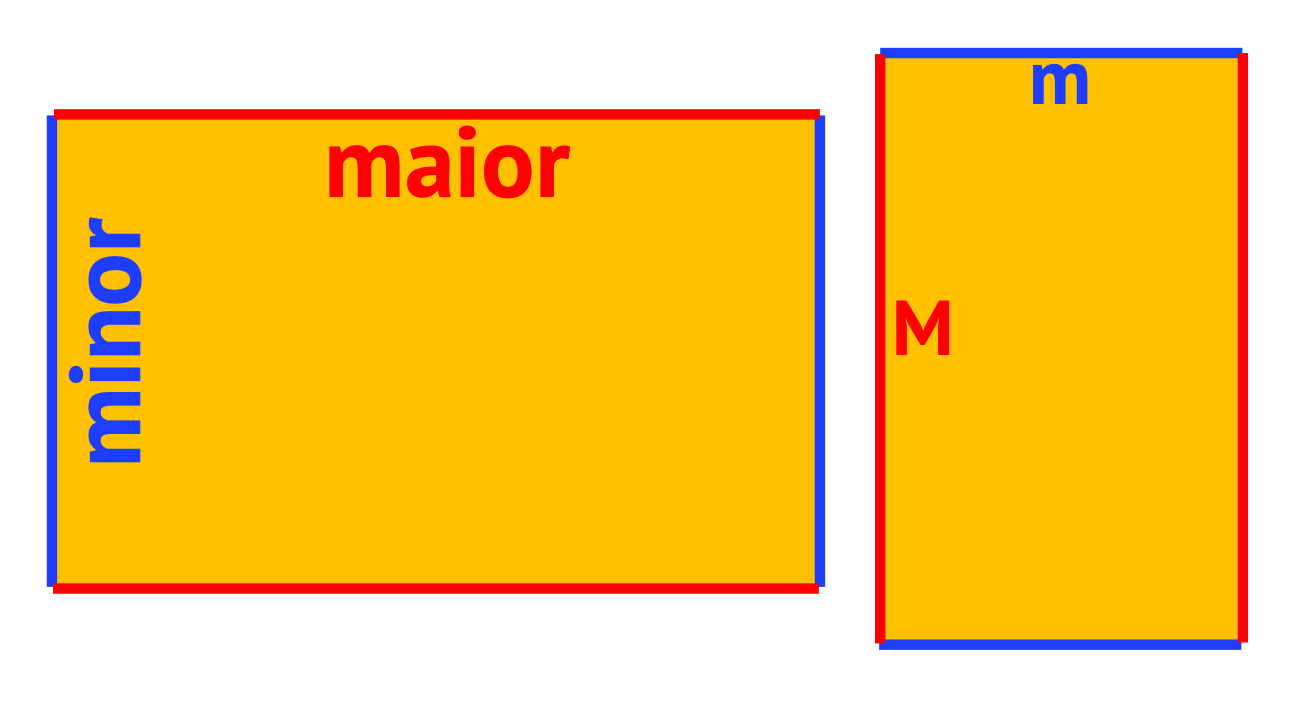
Links ein liegendes und rechts ein stehendes, goldenes Rechteck.

- Links ein liegendes und rechts ein stehendes, goldenes Rechteck.Neben der Teilung einer Strecke findet sich der goldene Schnitt in dem goldenen Rechteck. Dies ist ein Rechteck, dessen Seitenverhältnisse dem goldenen Schnitt entsprechen.
- Bezogen auf die Fläche eines beliebig geformten Rechtecks lassen sich die Seiten nach dem goldenen Schnitt einteilen. Es entsteht ein goldenes Kompositionsraster (Gestaltungsraster, Goldener-Schnitt-Raster) aus vier goldenen Linien und vier goldenen Punkten.[14] Auf den Punkten können besonders wichtige Bildobjekte liegen.[15]

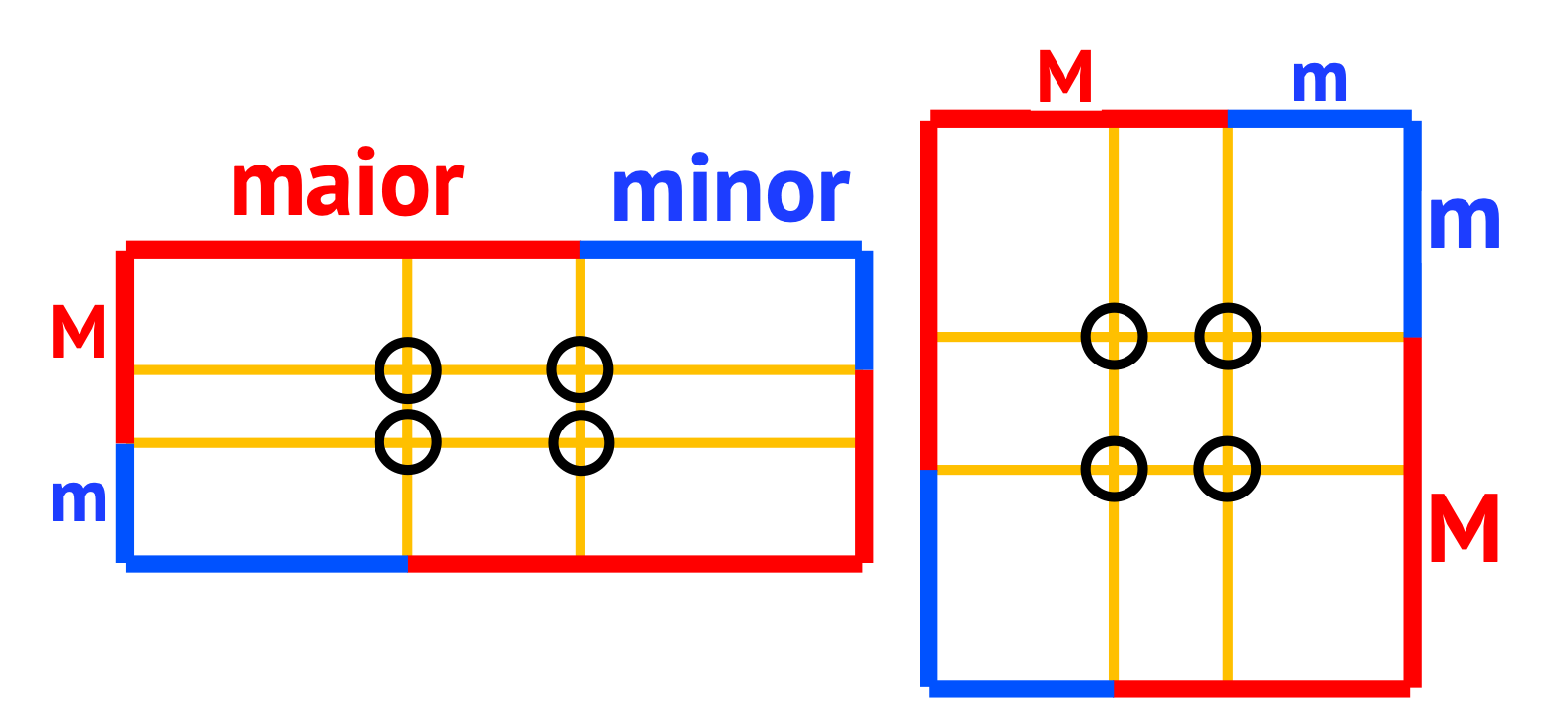
Goldene Kompositionsraster aus goldenen Linien und goldenen Punkten.

## Architektur
Ein Bauwerk mit seinen zahlreichen Einrichtungsgegenständen, Türen, Fenstern usw. dient in erster Linie dem Menschen. Deshalb ist eine zweckmäßige, technische Konstruktion meist grundlegende Voraussetzung. Aber erst die künstlerische Gestaltung beispielsweise auf der Grundlage des goldenen Schnitts führt zu einer schönen, wohlproportionierten Architektur.
- Archäologen gehen heute davon aus, dass die quadratische Bodenplatte der Cheopspyramide ursprünglich eine Seitenlänge von 230,36 Meter besaß. Die Höhe der Pyramide betrug 146,50 Meter. Nach dem Satz des Pythagoras ergibt sich aus der halben Seitenlänge und der Pyramidenhöhe die Höhe des Seitendreiecks zu 186,356 Meter. Das Verhältnis dieser Höhe (Major) zur halben Seitenlänge (minor) folgt relativ genau dem goldenen Schnitt (186,356:115,18=1,61795… [statt 1,61803…]).[17] Da die damalige ägyptische Mathematik nicht sehr weit entwickelt war, wird die bewusste Anwendung des goldenen Schnitts bei der Konstruktion der Pyramide angezweifelt.[18]
- Die Vorderfront des Parthenons in Athen passt exakt in ein goldenes Rechteck.[19] Weitere Proportionen wie Durchmesser und Abstand der Säulen oder Gebälk- und Giebelhöhe ergeben sich aus der fortgesetzten Teilung des goldenen Schnitts.[20] Der Tempel wirkt statisch, fest und trotzdem dynamisch und prunkvoll. Er war ein Symbol der Macht und Größe Athens und sollte zeigen, zu welch vollkommener, kultureller Schöpfung der Mensch in der Lage ist.
- Der französische Architekt Le Corbusier hat das Corbusierhaus (Unité d’Habitation) in Berlin entworfen. Die 52,94 × 141,20 Meter große Ostfassade besteht aus vier Bereichen: zwei Versorgungstürmen (für Aufzüge und Treppen, links: 17,66 m breit, rechts: 12,78 m breit) und zwei Balkonbereichen (links: 16 Balkone à 4,26 m, 68,16 m, rechts: 10 Balkone 42,60 m).[21] Legt man linksbündig über die Fassade ein großes, querformatiges, goldenes Rechteck (gelb gestreift), endet es bis auf 16 Zentimeter genau auf der linken Kante des rechten Versorgungsturmes. Die Mittelsenkrechte (gestrichelt, grün) eines kleinen, stehenden, goldenen Rechtecks ganz links fällt fast genau mit der rechten Kante des linken Versorgungsturmes zusammen.[22] Von Le Corbusier weiß man, dass er das Proportionssystem des goldenen Schnitts – seinen sogenannten Modulor – bewusst in seinen Werken anwandte.[23] Allerdings verhinderten beim Berliner Gebäude normierte Voraussetzungen und baurechtliche Vorschriften die zentimetergenaue Anwendung.

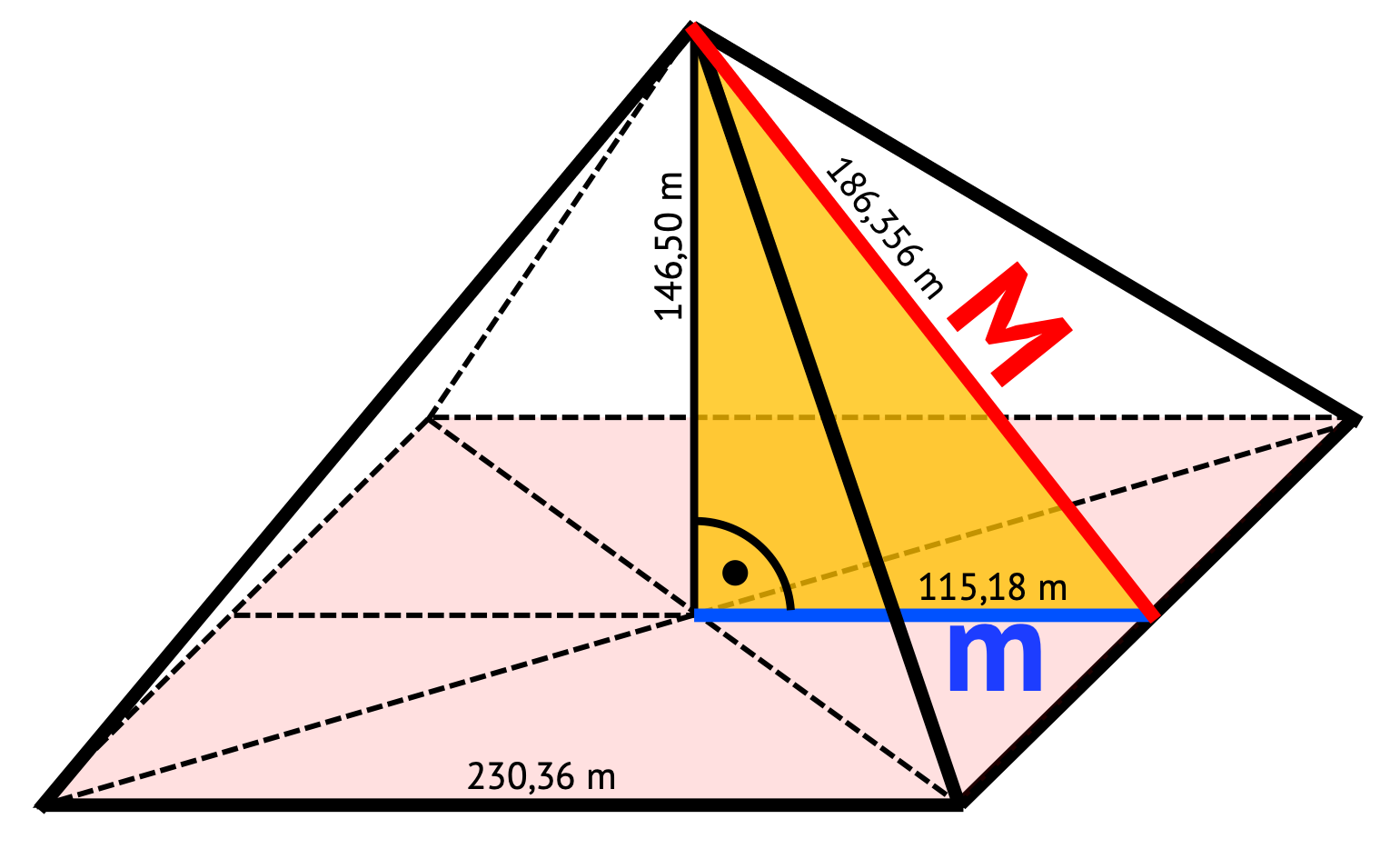
Cheopspyramide, 4. Dynastie (2620 bis 2500 v. Chr.).
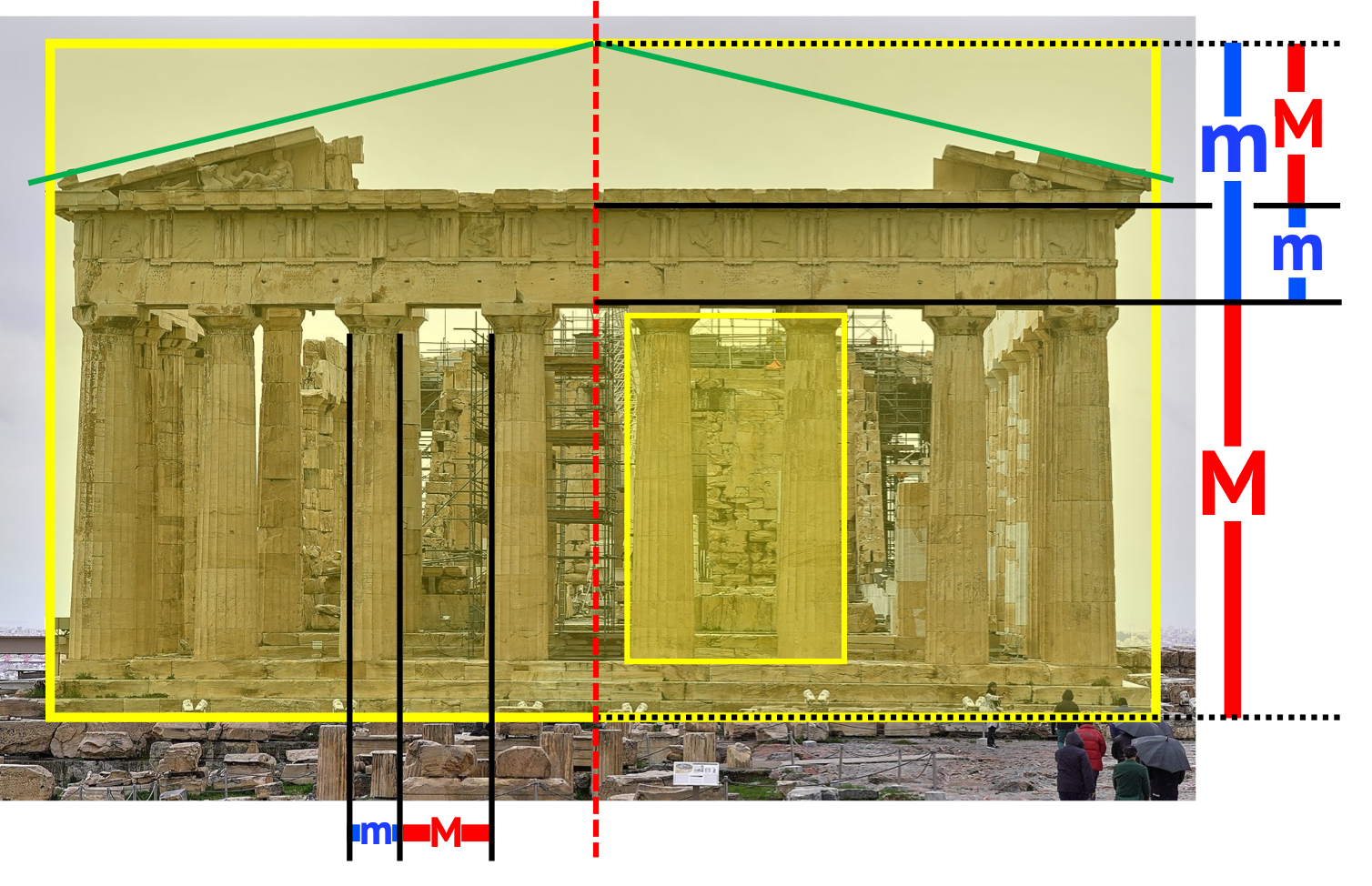
Parthenon, Athen, 447 bis 432 v. Chr.
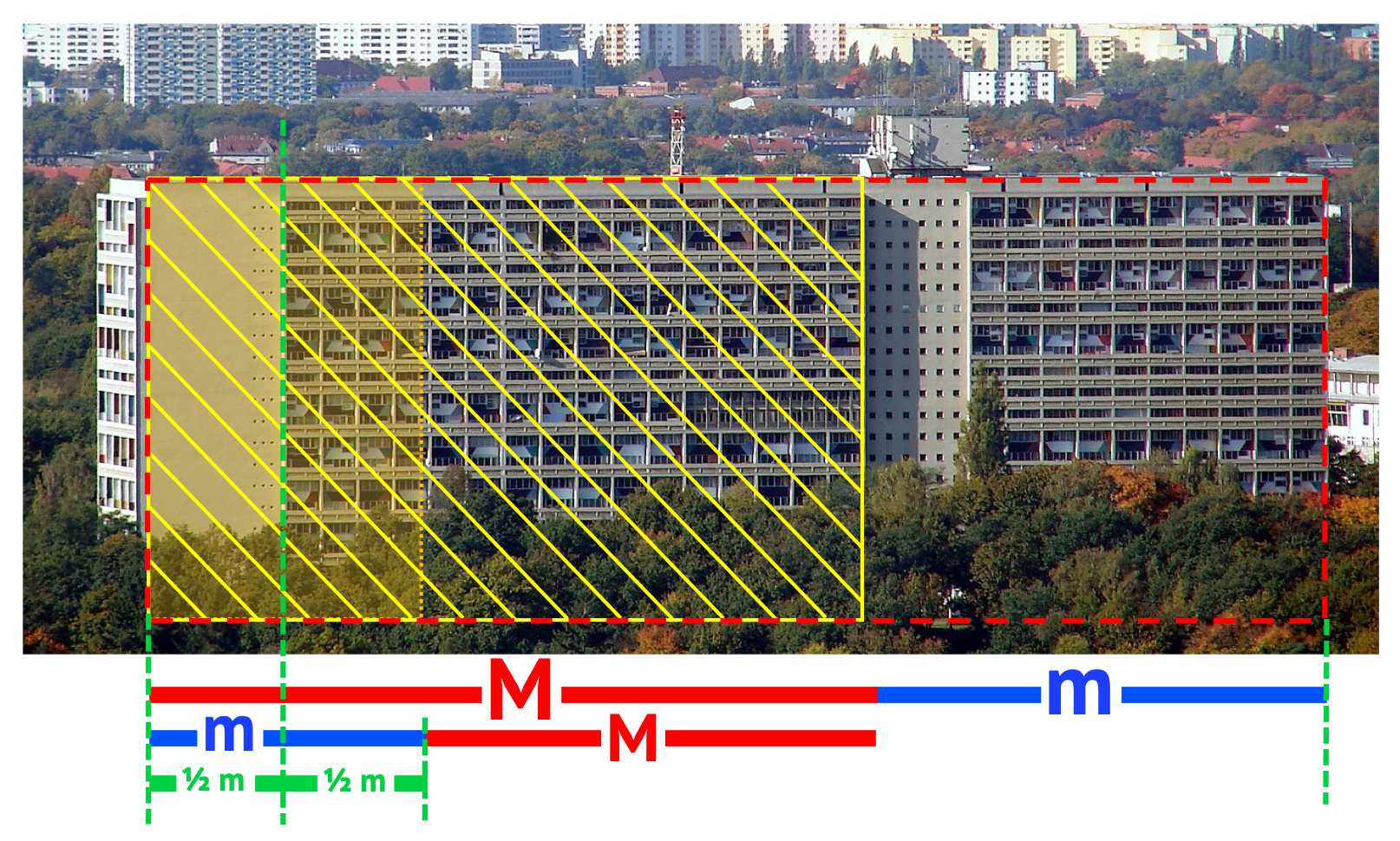
Corbusierhaus, Berlin, 1957–58.

## Malerei
Manchmal liegt bei einem Landschaftsbild der Horizont auf einer der beiden waagerechten, goldenen Linien. Dadurch wirkt das Bild attraktiver, lebendiger und natürlicher als zum Beispiel eine strenge Anordnung in der Mitte. Bei nur wenigen Malerinnen und Malern lässt sich durch schriftliche Notizen oder vorausgehende Konstruktionszeichnungen nachweisen, dass sie den goldenen Schnitt kannten und bewusst anwandten. Dennoch lässt sich von der Verwendung des goldenen Schnitts ausgehen, wenn Linien oder Objekte dem Teilungsverhältnis millimetergenau folgen und auch für die Bildaussage sinnvoll sind.
- Der Künstler der Romantik, Caspar David Friedrich, malt in seinem Bild Der Sommer rechts unten ein schmusendes Paar in einer Laube. Links daneben stehen eng ineinander verflochten eine Birke und eine Pappel. Sie bilden eine gemeinsame Spitze, die genau auf der rechten Senkrechten des goldenen Kompositionsrasters liegt. Mit dieser Anordnung verdeutlicht Friedrich, dass hier Mensch und Natur in Harmonie miteinander leben.[26]
- Das Bild Piazza d’Erbe in Verona von Adolph von Menzel wirkt sehr chaotisch und zeigt eine große Menschenmenge auf einem Marktplatz mit Brunnen. Die linke Senkrechte des goldenen Kompositionsrasters geht durch ein schmales Stück blauen Himmels. Darunter versucht ein Vogelhändler verzweifelt mit ausgestreckter Hand einen seiner Vögel einzufangen, der sich auf einen Sonnenschirm geflüchtet hat. Gleichzeitig kreuzt hier die obere Waagerechte des goldenen Rasters, was zeigt, dass dieser goldene Punkt ein wichtiges Zentrum des Bildes ist. Gleich wird der Händler umfallen und eine chaotische Kettenreaktion auslösen. Die harmonische Ordnung, die der goldene Schnitt hervorrufen soll, ist hier nicht zu halten.[27]
- In dem Gemälde Strandbild mit Muschelfischer des impressionistischen Malers Max Slevogt liegt der Horizont genau im goldenen Schnitt. Weitere Punkte folgen dem goldenen Schnitt. Zusammen mit den wenigen Bildgegenständen entsteht eine entspannte, harmonische Wirkung. Der Muschelfischer mit seinem Pferdefuhrwerk liegt sicher bewusst nicht in einem der goldenen Schnittpunkte des Kompositionsrasters. Seine Arbeit fügt sich zwar harmonisch in die Natur ein, ist aber selbst eher nicht entspannend, sondern mühevoll.[28]

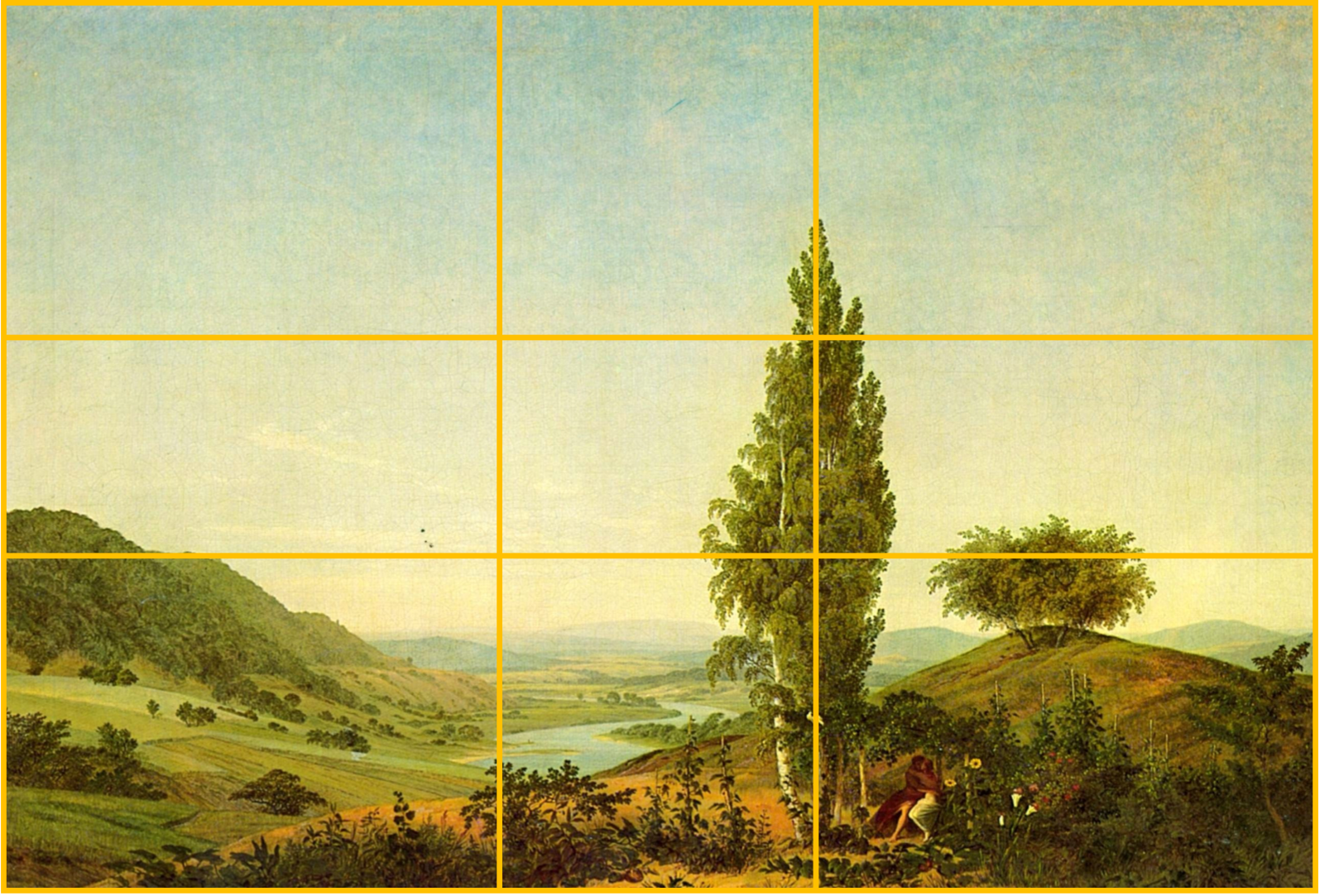
Caspar David Friedrich: Der Sommer, 1807.
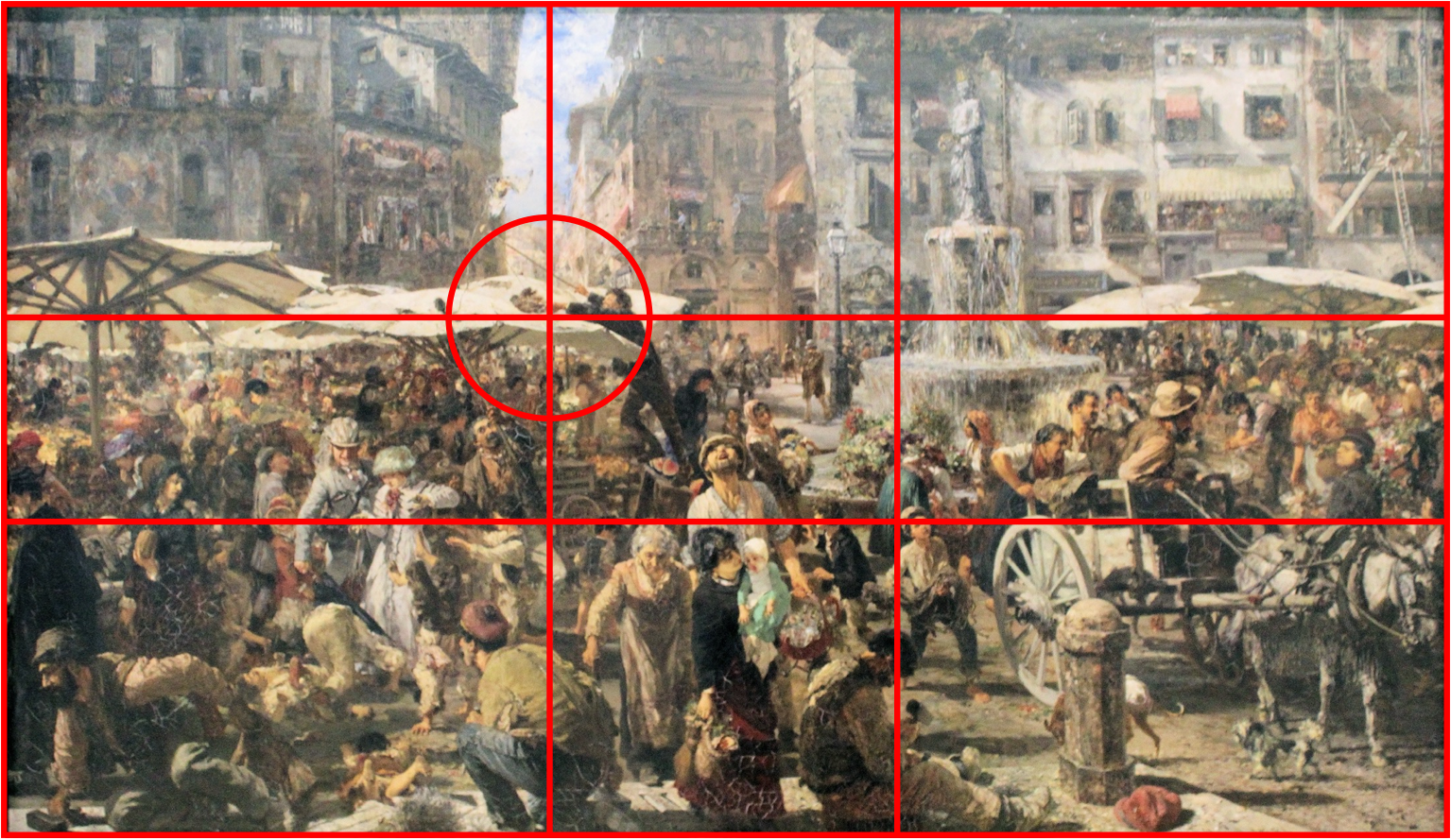
Adolph von Menzel: Piazza d’Erbe in Verona, 1884.
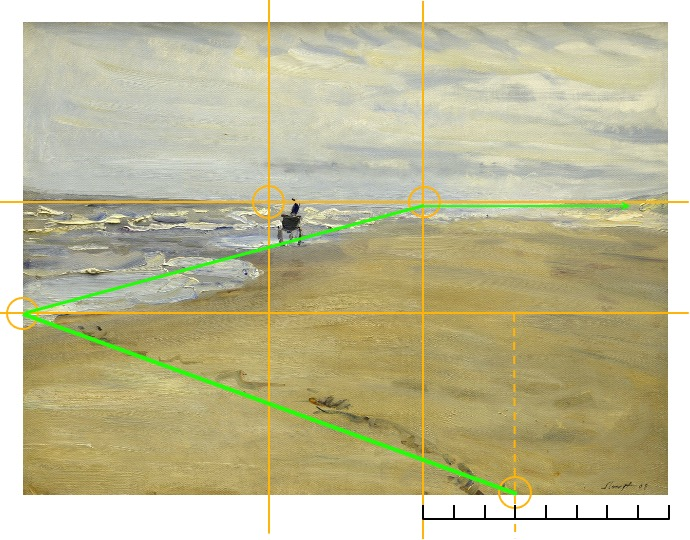
Max Slevogt: Strandbild mit Muschelfischer, 1908.

## Plastik
- Der Apollo von Belvedere ist eine antike Marmorplastik, die einen Bogenschützen darstellt. Das griechische Bronzeoriginal wurde vermutlich von dem griechischen Bildhauer Leochares geschaffen. Körperhöhe und Breite sind nach dem goldenen Schnitt gestaltet. Der Nabel teilt den Körper – wie bei den meisten Menschen – genau im goldenen Schnitt. Es entsteht eine harmonische Wirkung, wodurch die Plastik das griechische Schönheitsideal verkörpert.[29]
- Das attische Grabrelief zeigt eine sitzende Frau mit Mann und Tochter. Ein stehendes, goldenes Rechteck schließt die Figurengruppe ein vom Scheitel des Mannes bis zum unteren Ende des Stuhlbeins. Die rechte, senkrechte, goldene Linie grenzt die stehende weibliche Figur von dem Mann und der sitzenden Frau ab. Die Mittelsenkrechte, die Mittelwaagerechte und die goldenen Linien bringen die Körper als Ganzes wie auch ihre Teile in eine ruhige Ordnung und verdeutlichen ein ausgeglichenes Kräftespiel.[30]
- In dem Marmor-Relief Modernes (?) Relief mit zwei Mädchengestalten und Silen gehen zwei schlanke Mädchen von links nach rechts. Sie halten sich an der Hand und schauen einander an. Das linke Mädchen hält ein kleines Tier an den Vorderläufen fest, wohl ein Reh oder eine Ziege. Ganz rechts läuft ein zwergenhafter Silen voraus, der auf einem Diaulos (zwei zusammengefügte Flöten) spielt.[31] Das Relief bildet ein goldenes Rechteck. Die Komposition der Figuren orientiert sich an goldenen Linien, die das Rechteck entsprechend dem goldenen Schnitt teilen. Es entsteht eine harmonische, strenge Ordnung, die einer Prozession würdig ist.
- Die Skulptur Frau des spanischen, surrealistischen Künstlers Joan Miró besteht aus wenigen, einfachen Formen und wirkt zugleich fremdartig. Ein stehendes, goldenes Rechteck mit abgerundeten Ecken erinnert an einen menschlichen Rumpf. Die aufgesetzte ovale Form sieht aus wie ein zur Seite geneigter Kopf. Die ovale Form wiederholt sich leicht in die Länge gezogen als Loch in dem Rumpf. Zusammen mit den Proportionen des goldenen Schnitts lässt sich auf der einen Seite eine Anspielung auf weibliche Formen entdecken. Auf der anderen Seite spielt Miró artistisch mit Formen, die sich einer allzu engen gegenständlichen Deutung entziehen.[32]

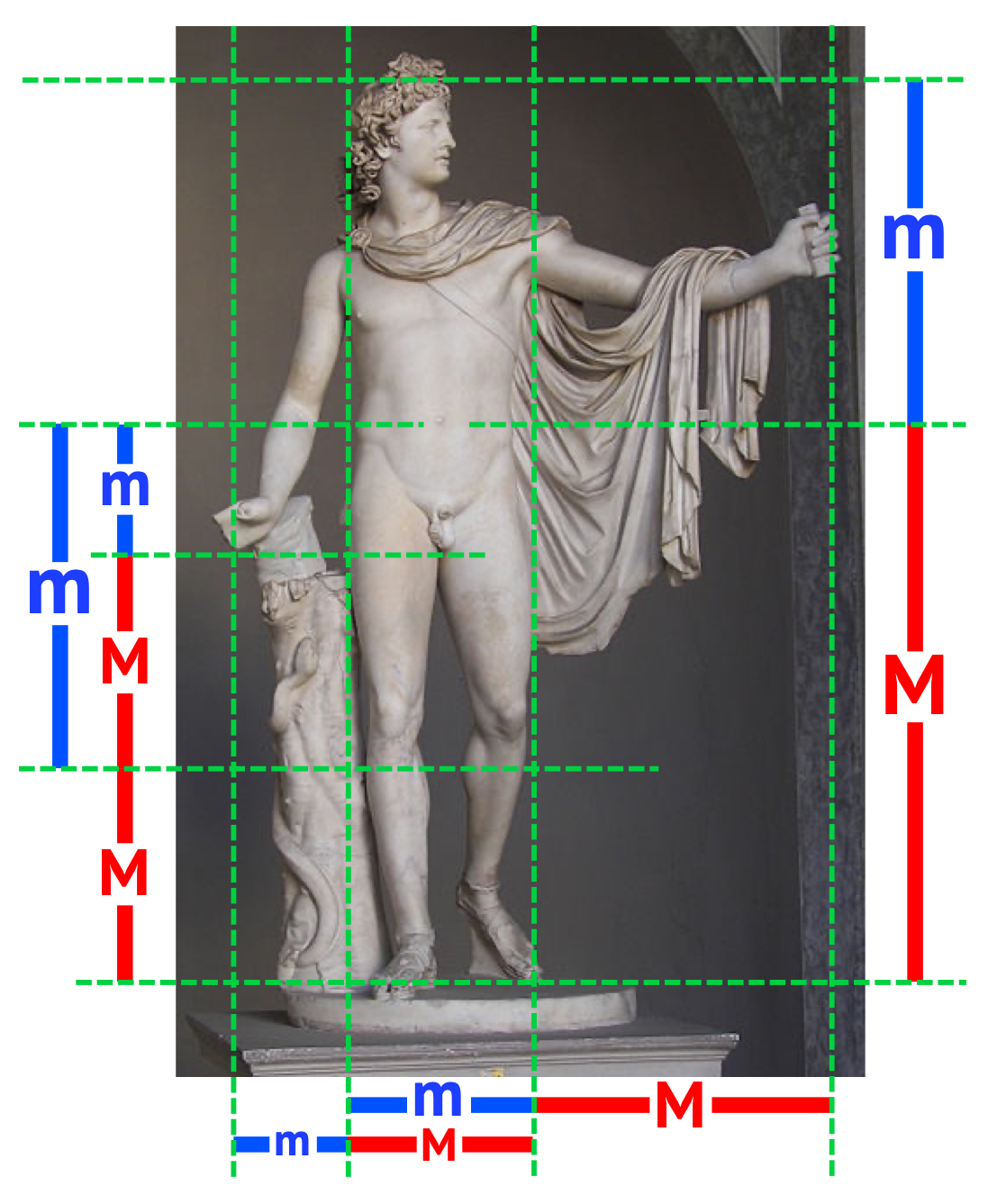
Apollo von Belvedere, Bronzeoriginal vermutlich von Leochares, zwischen 340 und 330 v. Chr.
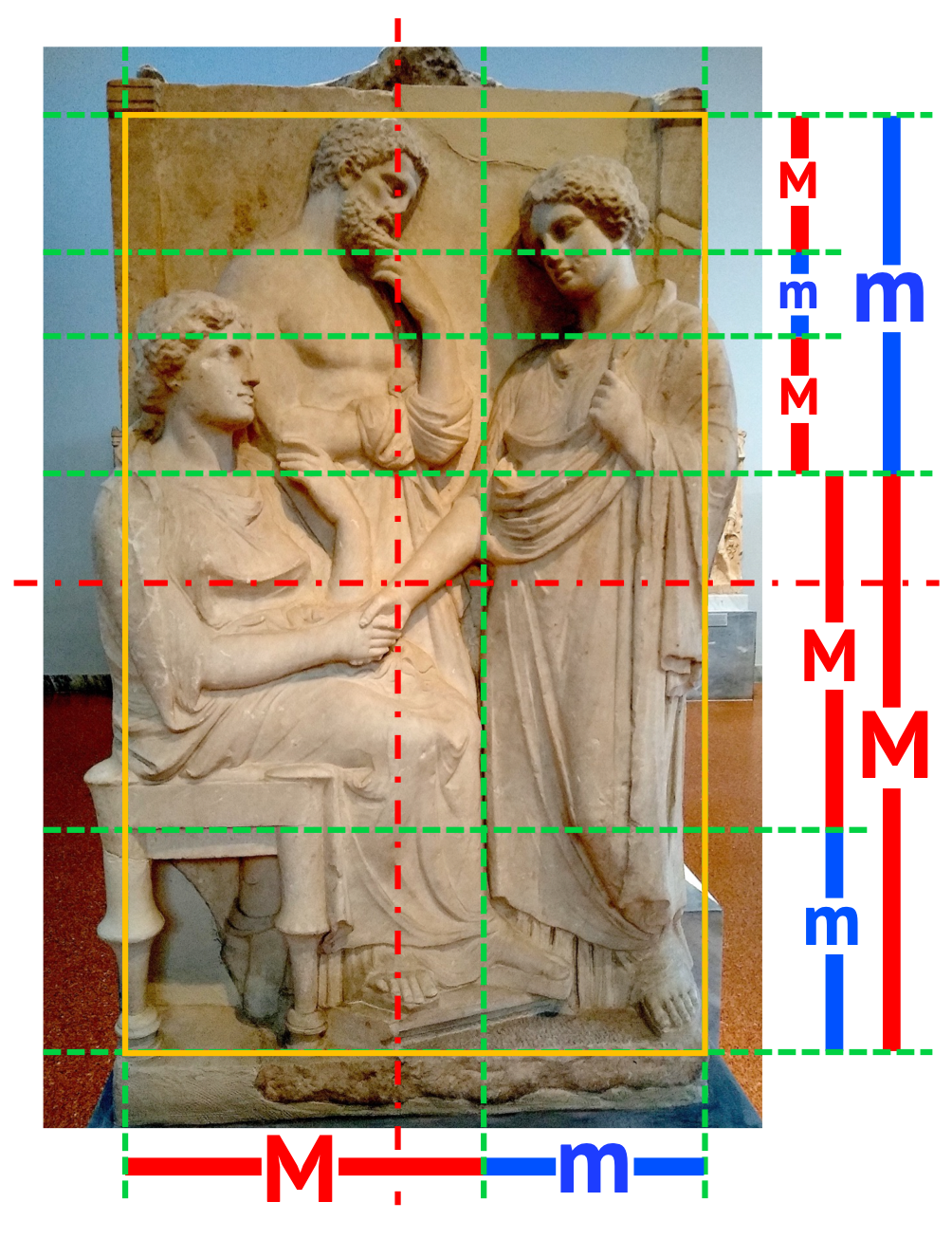
Attisches Grabrelief, Mitte des 4. Jahrhunderts v. Chr.
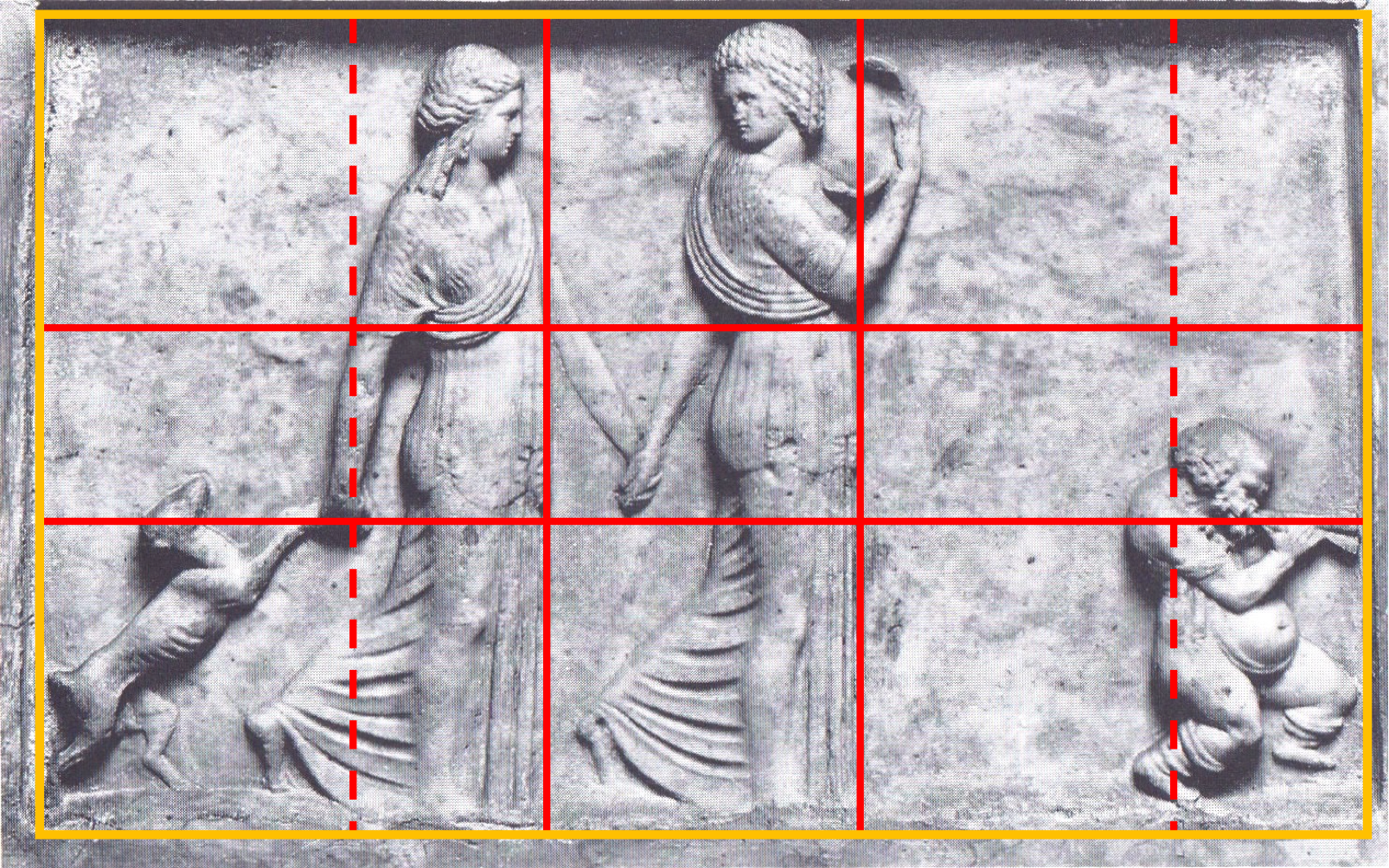
Modernes (?) Relief mit zwei Mädchengestalten und Silen, vermutlich 18. Jahrhundert.
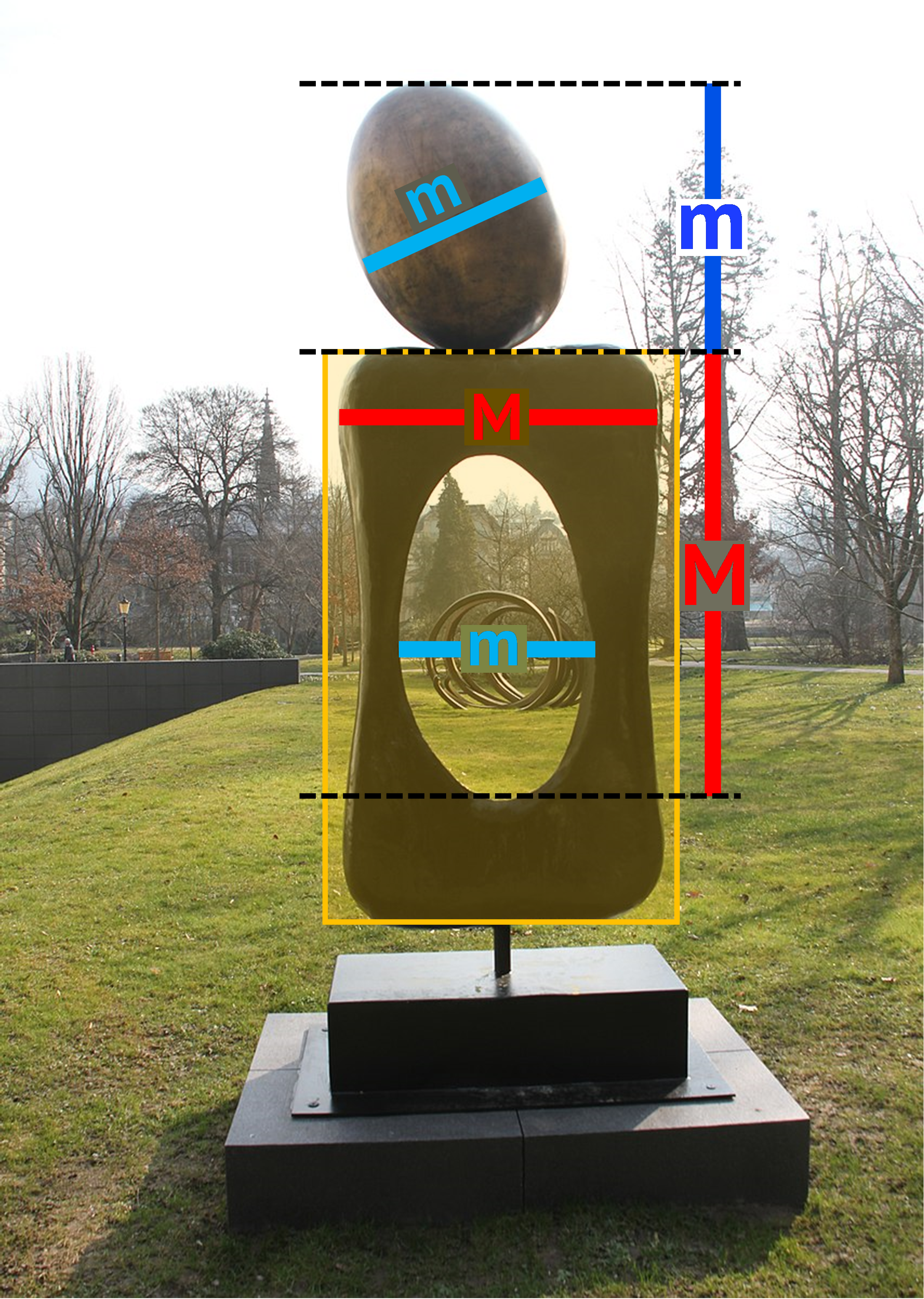
Joan Miró: Frau (Femme), 1970.

## Fotografie
Fotografinnen und Fotografen verwenden den goldenen Schnitt, um harmonische Formatverhältnisse herzustellen, die Lage des Horizontes festzulegen, die Komposition in einem guten Verhältnis aufzuteilen oder die Lage des Mittelpunktes des Interesses festzulegen. Solche Kompositionen wirken meist sehr ausgeglichen, harmonisch und lebendig. Sie sind asymmetrisch aufgebaut, und die Anordnung scheint zufällig zu sein.
- Ikebana heißt die traditionelle, japanische Kunst des Blumenarrangierens. Das Gesteck besteht aus nur wenigen Pflanzen. Ein Buchsbaum-Ast bildet eine abfallende Linie. Er knickt unten nach links ab und führt den Blick auf einige kleine Blüten, die sich als Akzent im rechten, unteren, goldenen Punkt konzentrieren. Durch den goldenen Schnitt und den ausbalancierten, asymmetrischen Aufbau mit viel Freiraum entsteht eine Ikebana-Komposition, die Freude, Harmonie und Zufriedenheit ausdrückt.[34]
- Die Golden Gate Bridge zählte lange zu den größten Hängebrücken der Welt und gehört heute zu den wichtigsten Attraktionen Amerikas. Die Brücke ist ein Symbol für die Macht und den Fortschritt der Vereinigten Staaten.[35] Wie die Freiheitsstatue von New York steht sie außerdem für Freiheit, Stolz und die Unabhängigkeit Amerikas. Der Nebel ist typisch für das Wetter in San Francisco. Im übertragenen Sinn steht Nebel für etwas Irreales, Mystisches und Phantastisches.[36] Auf der Fotografie folgen die Fahrbahn, der aufragende Südturm und der Horizont genau den goldenen Linien des Kompositionsrasters. Zusammen mit dem Nebel unterstreicht der goldene Schnitt die erhabene, faszinierende Wirkung, die von der weltberühmten Brücke ausgeht.
- Auf dem Foto liegt die Sonne genau im linken, unteren, goldenen Punkt und der Baumstamm rechts folgt der senkrechten, goldenen Linie. Der große, orange-violette Himmel kontrastiert zur filigranen, dunklen Struktur des Baumes. Ein weiterer Gegensatz besteht zwischen dem kalten Blaugrau der Schneelandschaft und dem warmen Gelborange des Himmels. Der goldene Schnitt und die Kontraste sorgen für ein Gleichgewicht der Elemente.

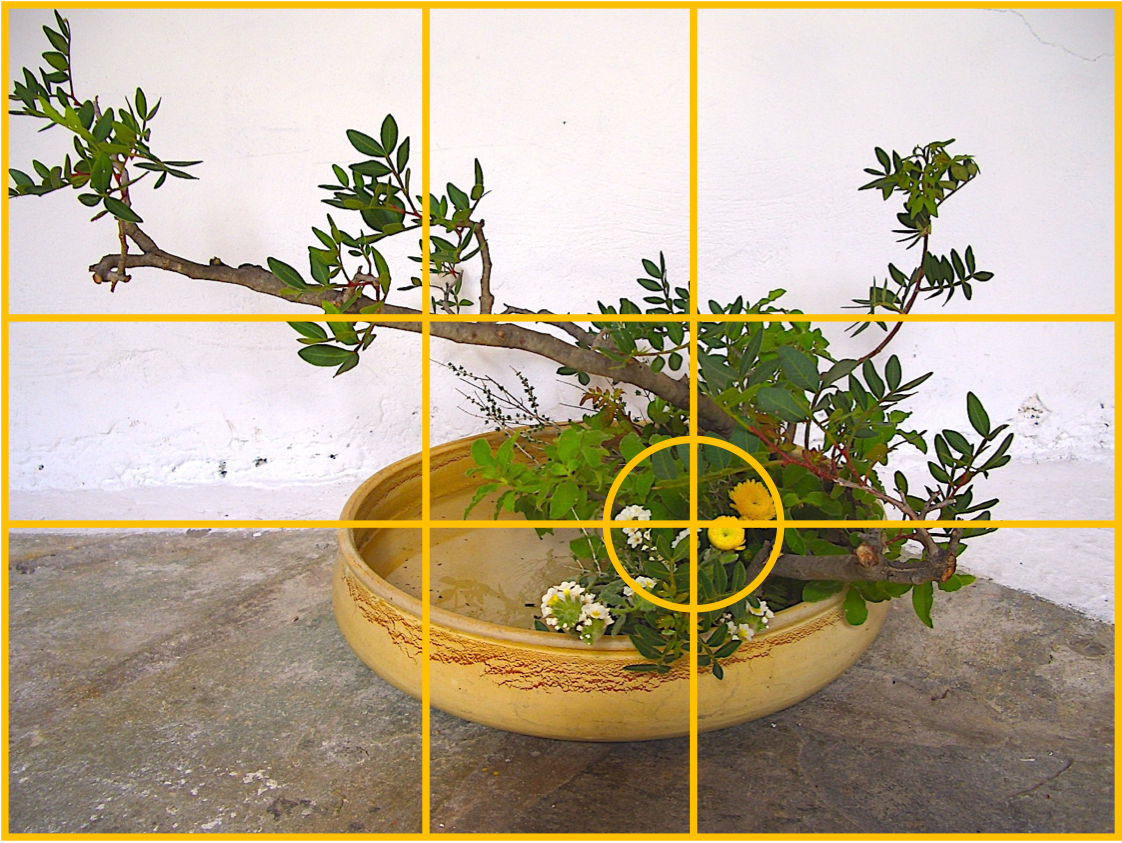
Ikebana-Komposition, 2005.
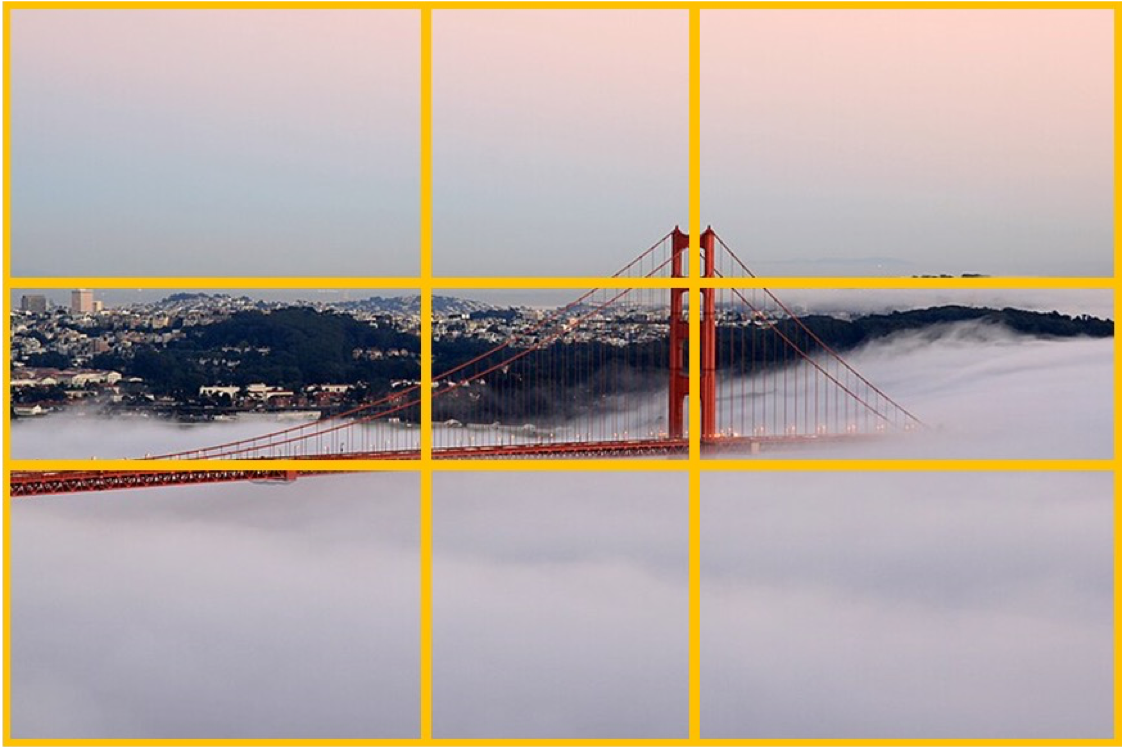
Golden Gate Bridge im Nebel, 2009.
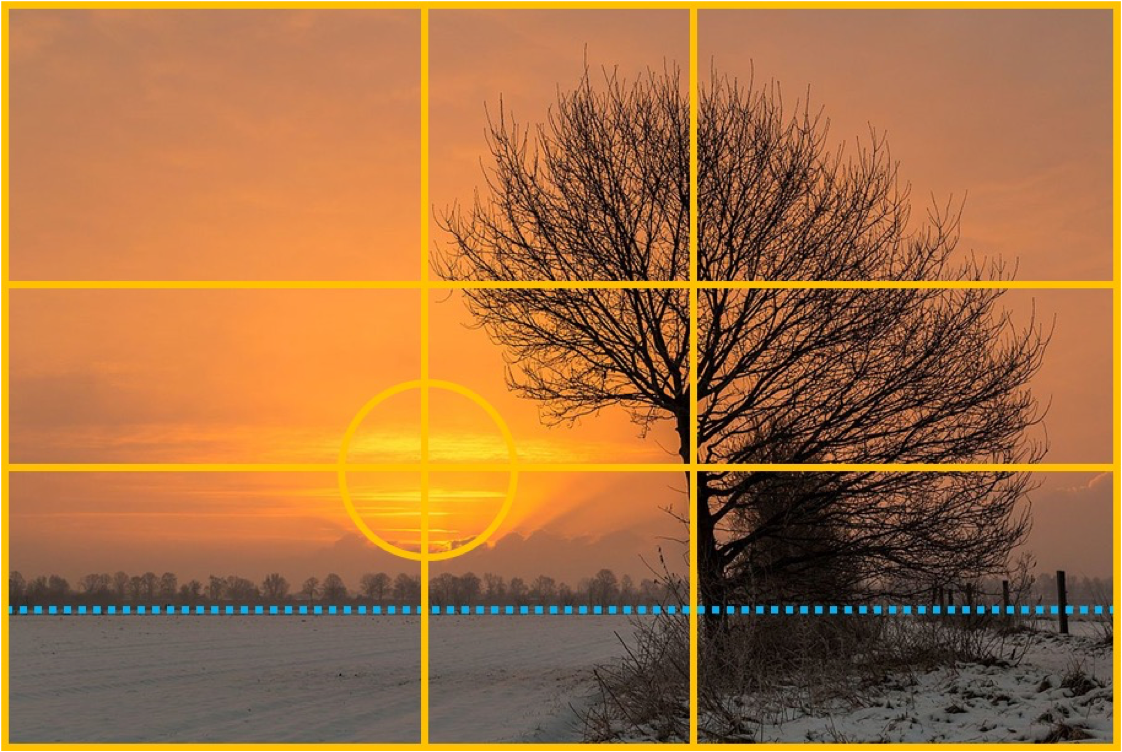
Sonnenaufgang im Winter, 2015

## Produktdesign
Bei der Gestaltung von Designprodukten besitzt die praktische Funktion höchste Priorität. Schließlich kauft die Verbraucherin oder der Verbraucher ein Produkt, um es zu benutzen. Aber die Ästhetik folgt direkt danach. Eine angenehme Formgebung und Proportion beschleunigen die Akzeptanz der Benutzenden. Der goldene Schnitt kann dabei helfen, eine fesselnde Ästhetik zu erzeugen. In manchen Designprodukten lässt sich der goldene Schnitt finden. Ob eine bewusste Entscheidung der Gestaltenden zugrunde liegt oder eine intuitive, ist zunächst nicht von Bedeutung. Entscheidend ist, dass über die Gestaltung eines Produktes Werte kommuniziert werden.
- Der zylinderförmige Körper des Milchkännchens besitzt annähernd die Proportionen eines stehenden goldenen Rechtecks. Das gleiche goldene Rechteck um 90° gedreht kennzeichnet die Breite des Kännchens und gleichzeitig die Höhe des Henkels. Die Form wirkt ausgewogen, was weitgehend dem goldenen Schnitt zu verdanken ist.
- Der deutsche Industriedesigner Wilhelm Wagenfeld (1900–1990) hat 1923 eine Tischleuchte entworfen, die sogenannte Bauhaus-Leuchte. Sie ist 36 cm hoch. Die angeschnittene Kugelform des Schirms besitzt einen Durchmesser von 18 cm, woraus sich insgesamt ein Größenverhältnis von 2:1 ergibt.[39] Die untere Kante des Lampenschirms teilt die Lampenhöhe im goldenen Schnitt. Insgesamt ist die Form auf das Wesentliche reduziert, was die Leuchte elegant, modern und stilvoll aussehen lässt.
- Fernseher, Monitore oder IPods besitzen ein Querformat, dessen Proportionen manchmal dem goldenen Schnitt folgen. Monitore mit dem Format 16:10 bilden annähernd ein goldenes Rechteck. Ein Beispiel ist ein 19-Zoll-Computermonitor (Flatron wide, LG 19-Zoll-Breitbild-Monitor L194WT-SF), dessen Bildschirm ohne Rahmen 40,824 × 25,515 cm groß ist. Das entsprechende goldene Rechteck (41,284 × 25,515 cm) ist lediglich 0,46 cm breiter, was einer Abweichung von 1,13 % entspricht.[40] In dem technischen Bereich der Monitore stehen Hersteller-Entscheidungen, praktischer Nutzen, Vielfalt und Preise im Vordergrund und ein Monitor im goldenen Schnitt ist nur einer unter vielen.

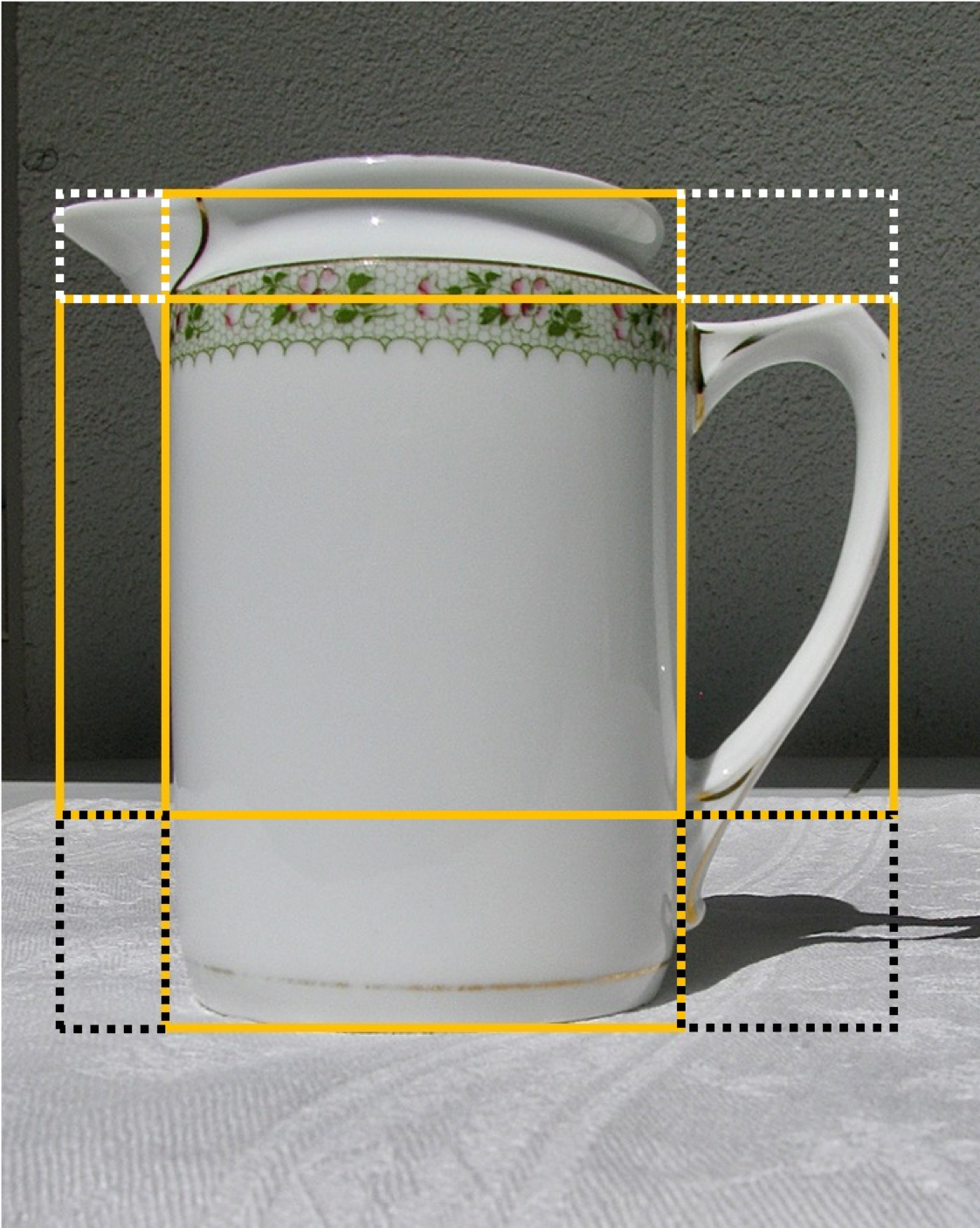
Milchkännchen, 19. Jahrhundert.
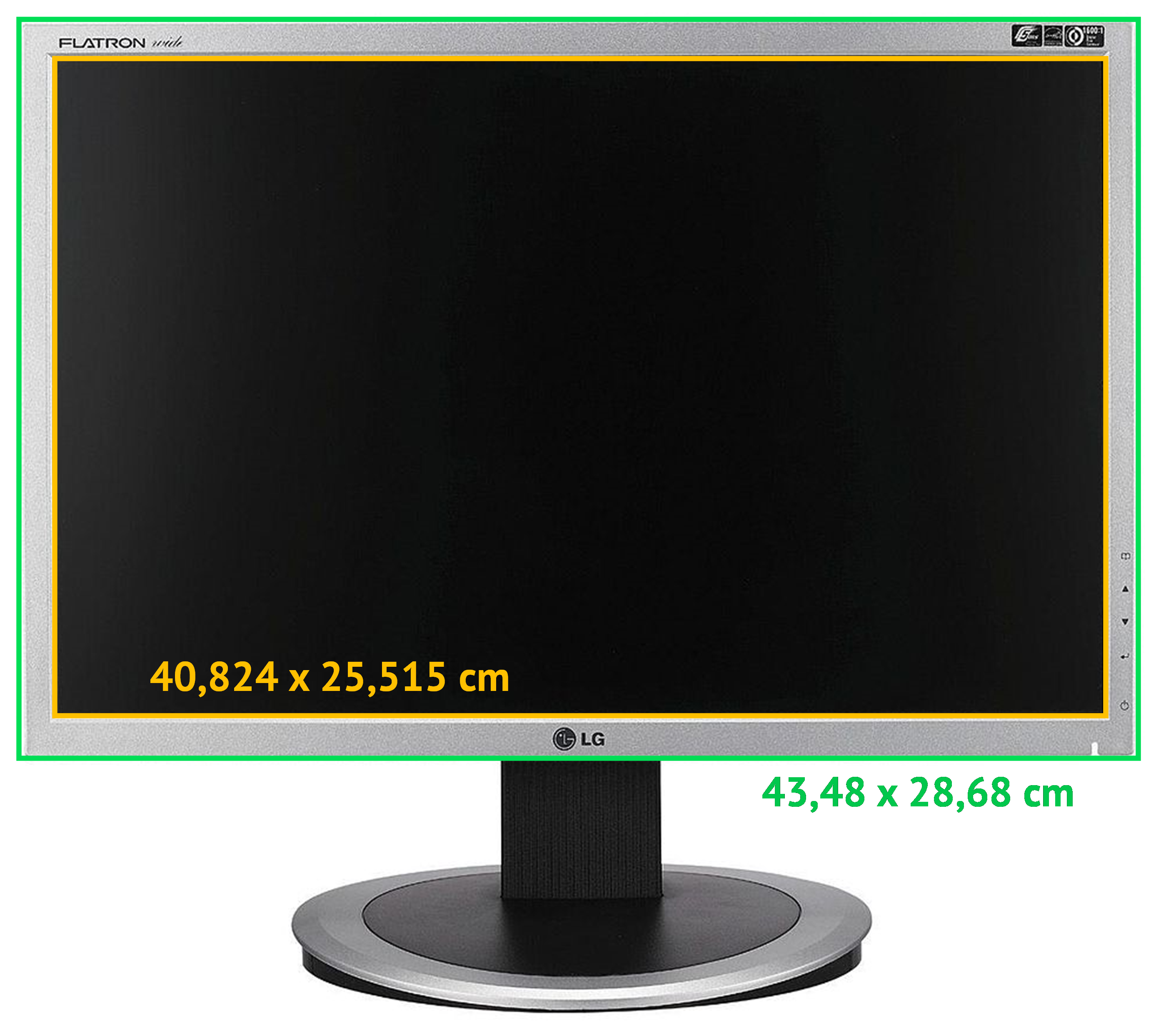
Computer-Monitor „LG L194WT-SF“, 2007.
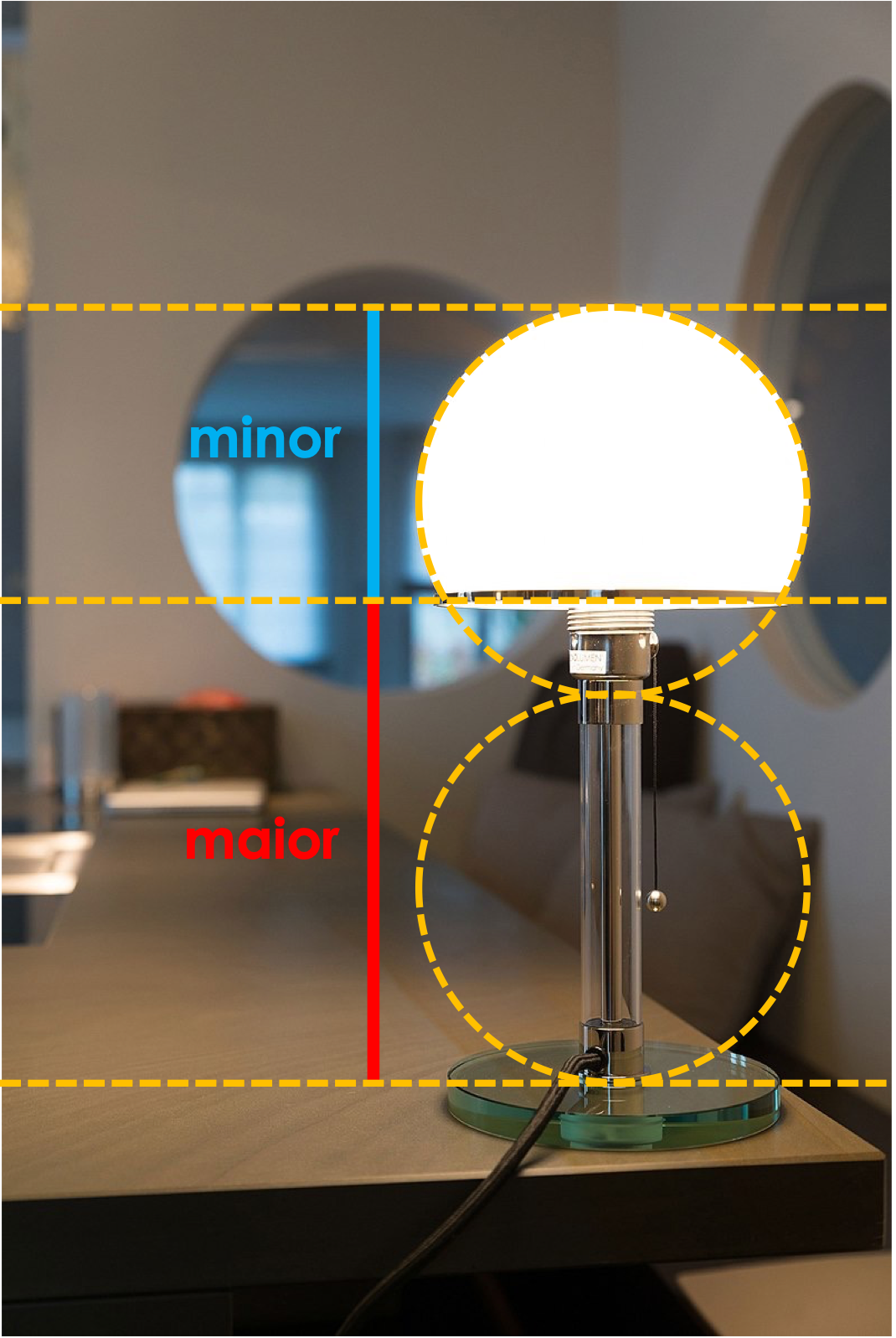
Tischleuchte von Wilhelm Wagenfeld. Proportionen nach dem goldenen Schnitt und dem Seitenverhältnis 2:1.